# شعب البلس (العدين)

تعديل مصدري - تعديل

شعب البلس محلة تابعة لقرية المراكب، التابعة لعزلة خباز بمديرية العدين إحدى مديريات محافظة إب في الجمهورية اليمنية.، بلغ تعداد سكانها 219 حسب تعداد اليمن لعام 2004.